# Educación lenta
La educación lenta se basa en los enfoques socráticos, adaptables y no basados en estándares para la enseñanza. La educación lenta es en parte una reacción a los excesivamente compactos requisitos de contenido que los profesores están experimentando en los currículos nacionalizados curricula en todo el mundo, lo cual muchos educadores encuentran que los estudiantes no pueden cubrir en un año solo con suficiente profundidad.
La educación lenta es frecuentemente una reacción característica a la proliferación de pruebas estandarizadas, favoreciendo en cambio medidas cualitativas del éxito del estudiante y del profesor.
La educación lenta es frecuentemente una característica en escuelas libres, democráticas y escuelas de casa. Sin embargo, puede ser un elemento significativo en cualquier aula, incluyendo aquellos en entornos preparatorios y rigurosos universitarios.
El término "la educación lenta" se derivó de la distinción entre comida lenta y comida rápida o comida basura, y es un esfuerzo por asociar calidad, cultura y personalización con educación de calidad.